# 치즈만플라이쥐
치즈만플라이쥐(학명: Otomys cheesmani)는 설치류의 일종이다. 에티오피아 대지구대 서부 지역에서 발견된다. 에티오피아플라이쥐 복합종 중에서 가장 큰 종이다. 등쪽은 밝은 갈색을 띠는 반면에 배쪽은 연하고 누르스름한 회색이다. 자연 서식지는 해발 2,100m와 2,500m의 습지와 아카시아 덤불 지대이다. 종소명과 일반명은 조류학자인 치즈만(Robert Ernest Cheesman)의 이름에서 유래했다.